# Brittany Raymond
Brittany Raymond (Canadá, 24 de febrero de 1995) es una bailarina y actriz canadiense. Es conocida por interpretar a Riley en la serie The Next Step.

## Biografía
Brittany nació en Brampton, Ontario, Canadá el 24 de febrero de 1995. Es hija de John Raymond y Paula Ventura-Raymond. Comenzó a bailar a los cuatro años de edad gracias a su hermana mayor Samantha, ya que, desde pequeña siguió sus pasos. Comenzó a bailar competitivamente cuando tenía seis años, y se graduó de su estudio en mayo de 2013 y actualmente es una maestra de clase mundial en la Escuela de danza Joanne Cupman. Ese mismo año protagoniza la serie The Next Step, interpretando a Riley. En 2015 hasta 2016 tiene un papel en la serie Lost & Found Music Studios interpretando al mismo personaje. Esta Novia con el canadiense Benjamin Dunlop. En 2017 participó en el rodaje de la película Extracurricular dirigida por Ray Xue.

## Televisión
Como parte de la promoción para la serie, ella ha realizado en el Renio Unido, Australia y Nueva Zelanda.
| Número | Nombre                     | Papel | Canal          | Año        |
| ------ | -------------------------- | ----- | -------------- | ---------- |
| 1.     | The Next Step              | Riley | Family Channel | 2013- 2025 |
| 2.     | Lost & Found Music Studios | Riley | Family Channel | 2015       |
| 3.     | Dare Me                    | Cori  | USA Network    | 2019       |

## Filmografía
| Año  | Título          | Rol            | Director    |
| ---- | --------------- | -------------- | ----------- |
| 2016 | Transitions     | Savannah       | Kira Murphy |
| 2018 | Extracurricular | Miriam Randall | Ray Xue     |

## Premios y nominaciones
Ha sido nominada dos veces al Canadian Screen Award como Mejor Interpretación en un Programa o Serie de Niños o Jóvenes, recibiendo nominaciones en los 3er Premios de la pantalla canadiense en 2015 y en los quintos Premios de la pantalla canadienses en 2017 para The Next Step. Ganó el premio en 2017.